# Туманность E
Туманность E (англ. E Nebula), также Барнард 142 и Барнард 143 — пара тёмных туманностей в созвездии Орла на расстоянии 2000 световых лет от Солнца. На земном небе простирается примерно на 0,5 градуса, что соответствует видимому диаметру Луны. Объект хорошо заметен и представляет собой тёмную область в форме буквы "E" на фоне Млечного Пути.
Туманность находится на угловом расстоянии 1 градус от Гаммы Орла. Барнард 143, северная часть, самая тёмная и самая обширная,  полностью закрывает свет звёзд, расположенных за ней, вплоть до области, которая выглядит интенсивно черной. Барнард 142, напротив, менее плотная часть, она частично пропускает свет от звёзд фона. Обе части туманности можно наблюдать при помощи любительского телескопа среднего размера.